# Against the Current
Gli Against the Current (spesso abbreviato in ATC) sono un gruppo musicale statunitense pop rock, formatosi nel 2011 a Poughkeepsie. La band è composta dalla cantante Chrissy Costanza, dal chitarrista Dan Gow e dal batterista Will Ferri.

## Storia del gruppo

### Le origini e i primi EP (2011-2014)
Il gruppo degli Against the Current è stato formato all'inizio del 2011 da Dan Gow, Will Ferri, Joe Simmons e Jeremy Rompala. L'attuale cantante Chrissy Costanza è entrata a far parte della band più tardi, nell'estate 2011, dopo esser stata presentata a Gow, Ferri, e Rompala attraverso un amico in comune.
Il gruppo raggiunse un notevole successo su YouTube dopo la pubblicazione di cover di varie canzoni insieme ad altri cantanti noti su YouTube, come Alex Goot e Sam Tsui.
Il 27 maggio 2014, gli Against the Current pubblicarono il loro EP di debutto, Infinity, che ha raggiunto la posizione numero 28 degli Heatseekers Albums. Hanno iniziato un tour a supporto della pubblicazione di Infinity per la maggior parte del 2014. Dopo diversi tour, sono entrati in studio per registrare il loro secondo EP, Gravity, che è stato pubblicato il 17 febbraio 2015. L'EP presentava sei canzoni ed includeva un ospite, Taka degli ONE OK ROCK, nella canzone Dreaming Alone.

### La firma con la Fueled by Ramen e i primi due album (2015-2019)
Il 4 marzo 2015 gli Against the Current hanno annunciato che avevano firmato con l'etichetta Fueled by Ramen.
Il 22 maggio 2015 la band ha annunciato il loro primo tour dell'EP Gravity, chiamato Gravity World Tour. Il tour è durato 4 mesi (Da agosto 2015 a novembre 2015), ed incluse diversi continenti, compresi Nord America, Asia, ed Europa.
Il 1º agosto 2015, gli Against the Current annunciarono che avevano finito di registrare completamente il loro primo album. Il 6 febbraio 2016, annunciarono il nome, In Our Bones, e la data di pubblicazione, il 20 maggio 2016.
Il 14 settembre 2017 gli Against the Current hanno collaborato con Riot Games per creare il singolo Legends Never Die in occasione dei mondiali di League of Legends 2017. Il 4 novembre 2017 gli Against the Current si sono esibiti dal vivo nelle cerimonie di apertura e di chiusura ai mondiali 2017 di League of Legends.
Il 28 settembre 2018 è stato pubblicato il loro secondo album, Past Lives.

### Il doppio EP (2020-oggi)
Il 28 ottobre 2020 hanno pubblicato il singolo that won't save us, insieme a un video musicale. L'11 novembre 2020 la band ha pubblicato un secondo video musicale (performance video) per la stessa canzone. Il 17 dicembre hanno pubblicato una versione acustica del brano insieme ad un nuovo videoclip.
Il 10 marzo 2021 hanno pubblicato il singolo weapon. Il 21 aprile hanno pubblicato una versione acustica del brano insieme ad un nuovo videoclip.
Il 23 giugno è uscito il singolo again & again, con la collaborazione di guardin.
Il 24 luglio è stato pubblicato l'EP fever, prima parte di un progetto che includerà un secondo EP.
Il 10 gennaio 2022 la band ha pubblicato il singolo Wildfire in due versioni; nella seconda ha collaborato con la LEC (League of Legends European Championship) per includere i vocals di Andrew "Vedius" Day e un interludio rap di Daniel "Drakos", entrambi casters della scena europea.
A giugno sono ospiti del singolo Teenagers dei The Summer Set. Il 2 dicembre esce il singolo Blindfolded.
Il 31 marzo 2023 esce la versione acustica di blindfolded.
Il 21 aprile esce il singolo "good guy". Il 22 settembre esce il singolo silent stranger.

## Stile musicale
Lo stile musicale degli Against the Current è stato descritto come pop rock, pop punk e alternative rock.
La band ha dichiarato in un'intervista a Fuse che è difficile inserirsi in un genere. La cantante Chrissy Costanza ha dichiarato che nel loro EP Gravity ogni canzone ha un genere diverso. Ha descritto la canzone Gravity come più pop, Fireproof come più rock e Talk come più pop punk.

## Formazione

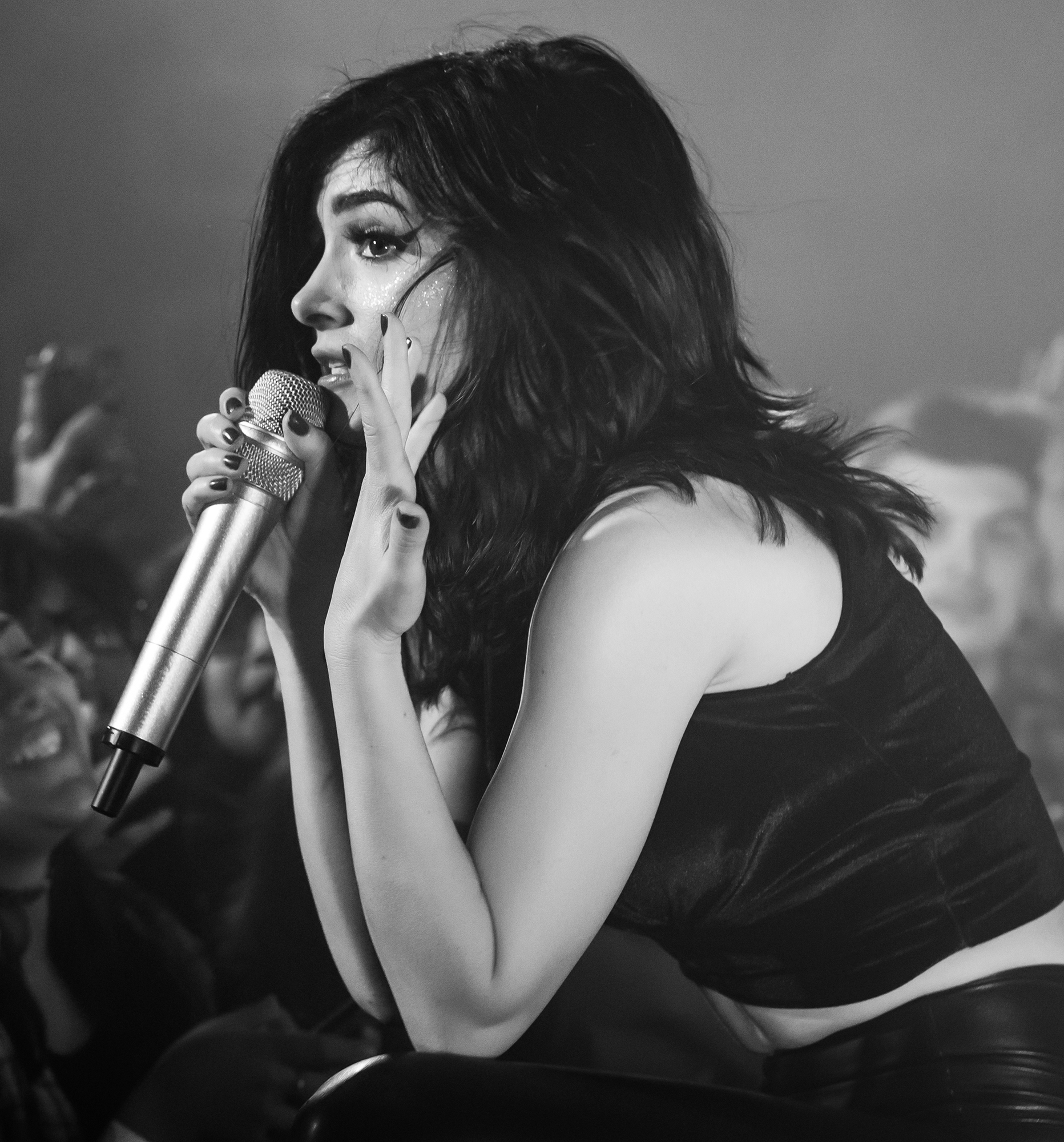
La cantante solista Costanza durante una performance.

### Attuali
- Chrissy Costanza – voce solista, pianoforte (2011-presente)
- Daniel Gow – chitarra, cori (2011-presente)
- William Ferri – batteria, tastiere, cori (2011-presente)
- Mark Montana – basso (2020-presente)

### Ex componenti
- Jeremy Rompala – chitarra ritmica, pianoforte (2011-2014)
- Joe Simmons – basso, cori (2011-2014; 2014-2016 come turnista)

### In tour
- Roo Buxton – chitarra ritmica, tastiere, cori (2015-2018)
- Jordan Eckes – basso, chitarra acustica, tastiere, cori (2016-presente)

## Discografia

### Album in studio
- 2016 – In Our Bones
- 2018 – Past Lives

### EP
- 2014 – Infinity
- 2014 – Infinity (The Acoustic Sessions)
- 2015 – Gravity
- 2015 – Gravity (The Acoustic Sessions, Vol. II)
- 2021 – fever

### Singoli
- 2012 – Thinking
- 2013 – Closer, Faster
- 2013 – Infinity
- 2013 – Guessing
- 2014 – Gravity
- 2015 – Outsiders
- 2015 – Talk
- 2016 – Running with the Wild Things
- 2016 – Runaway
- 2016 – Wasteland
- 2016 – Young & Relentless
- 2017 – Legends Never Die
- 2018 – Almost Forgot
- 2018 – Strangers Again
- 2018 – Personal
- 2018 – Voices
- 2020 – that won't save us
- 2020 – that won't save us (acoustic)
- 2021 – weapon
- 2021 – weapon (acoustic)
- 2021 – again & again (feat. guardin)
- 2022 – Wildfire
- 2022 – Teenagers
- 2022 – blindfolded
- 2023 – blindfolded (acoustic)
- 2023 – "good guy"
- 2023 – silent stranger

## Tour
2014
- Sink or Swim Tour – con King The Kid, Once Upon A Time, This Is All Now (headliner, 17/5-8/6, United States, Canada)[29]
- 2014 Asia/Australia Tour – con Alex Goot (co-headliner, 19/8-5/9, Asia e Australia)[30]
- The Outsiders Tour – con The Ready Set, Metro Station, The Downtown Fiction[30]
- Against The Current Tour (headliner, 1/12-8/12, Inghilterra)[30]

2015
- Glamour Kills Spring Break '15 Tour – con Set It Off, As It Is, Roam (co-headliner, 26/2-8/4, Inghilterra)[30]
- Gravity World Tour - con Vinyl Theatre, Jule Vera, Sykes, Nekokat (headliner, 26/8-21/11, Asia, Europa, Nord America)[30]

2016
- Back to the Future Hearts Tour – con All Time Low, Good Charlotte[30]
- Running with the Wild Things Tour – con Roam (headliner, 20/2-21/3, Europa)[30][31][32]
- Download Festival - Zippy Encore Stage (replacement for Architects, 11/6, Inghilterra)[33]
- Vans Warped Tour - Cyclops Stage (24/6-13/8, Stati Uniti)[30]
- In Our Bones World Tour - con As It Is (Inghilterra), Beach Weather (Nord America & Europa), Cruisr (Nord America), Hunger, SAINTE (Europa Parte 2) (headliner, 6/9/2016 - 18/10/2017, Asia, Europa, Nord America, Oceania, America Latina)[34]

2017
- State Champs Tour - con State Champs, With Confidence, Don Broco[35]
- 2017 League of Legends World Championship - performing Legends Never Die (11/03, Pechino, Cina)
- Reading and Leeds Festivals - (25/8-27/8, Inghilterra)[36]
- Good Charlotte Tour - con Good Charlotte; Milk Teeth; Nothing, Nowhere (27/11 - 3/12, Regno Unito)

2018
- Fall Out Boy - MANIA tour - con Fall Out Boy (27/03 - 12/04, Regno Unito ed Europa)
- Against The Current UK and Europe tour (15/09 - 11/10)

2019
- Lollapalooza (01/09 - 04/09, Chicago, IL)
- Pentaport Rock Festival (09/09 - 11/09, Incheon, Corea del Sud)
- Reading and Leeds Festivals (24/08 - 25/08, Regno Unito)
- Against The Current Europe Tour (26/11 - 13/12, Regno Unito ed Europa)

2020
- Block By BlockWest (16/05, Online Minecraft)

2022
- The Fever Tour (31/03 - 23/04, Regno Unito ed Europa)
- The Fever Tour Part II (12/12 - 19/12, Europa)

2023
- Nightmares & Daydreams World Tour (22/04 - 8/12, Stati Uniti, America Latina, Australia, Asia, Regno Unito ed Europa)